# David Reid
David Reid, född den 17 september 1973 i Philadelphia, USA, är en amerikansk boxare som tog OS-guld i lätt mellanviktsboxning 1996 i Atlanta. 1995 vann Reid guld i amatörboxning vid panamerikanska spelen i Mar del Plata.